# Seznam chráněných území v okrese Čadca
Toto je seznam chráněných území v okrese Čadca aktuální k roku 2016, ve kterém jsou uvedena chráněná území v oblasti okresu Čadca.
| Kód  | Obrázek                | Typ | Název                  | Rozloha (ha) | Galerie Commons                                                           | Popis území                                                        | Souřadnice                       |
| ---- | ---------------------- | --- | ---------------------- | ------------ | ------------------------------------------------------------------------- | ------------------------------------------------------------------ | -------------------------------- |
| 231  |                        | PP  | Bukovský prameň        | 0,0138       |                                                                           |                                                                    |                                  |
| 268  |                        | PR  | Hričovec               | 21,1200      |                                                                           |                                                                    |                                  |
| 1107 |                        | CHA | Chmúra                 | 0,4087       |                                                                           |                                                                    |                                  |
| 310  | Klokočovské skálie     | PR  | Klokočovské skálie     | 6,1200       | Kategorie „Klokočovské skálie“ na Wikimedia Commons                       |                                                                    | 49°28′22″ s. š., 18°37′7″ v. d.  |
| 1096 |                        | PR  | Klubinský potok        | 0,8258       |                                                                           |                                                                    |                                  |
| 314  | Korňanský ropný pramen | PP  | Korňanský ropný pramen | 0,1710       | Kategorie „Korniansky ropný prameň“ na Wikimedia Commons                  |                                                                    | 49°24′39″ s. š., 18°34′56″ v. d. |
| 345  | Malý Polom             | NPR | Malý Polom             | 86,1000      |                                                                           |                                                                    | 49°30′35″ s. š., 18°35′53″ v. d. |
| 1127 | Megonka na Kysuciach   | PP  | Megonky                | 0,1670       |                                                                           | Ojediněle vyvinuté projevy kulovité odlučnosti flyšových sedimentů | 49°29′47″ s. š., 18°43′21″ v. d. |
| 843  |                        | PR  | Polková                | 5,0824       |                                                                           |                                                                    |                                  |
| 467  |                        | NPR | Velká Rača             | 313,0000     |                                                                           |                                                                    |                                  |
| 472  | Veľký Javorník         | NPR | Veľký Javorník         | 13,9500      | Kategorie „Veľký Javorník (national nature reserve)“ na Wikimedia Commons |                                                                    | 49°19′16″ s. š., 18°22′28″ v. d. |
| 848  | Popis obrazku          | PR  | Veľký Polom            | 47,5800      | Kategorie „Veľký Polom“ na Wikimedia Commons                              |                                                                    | 49°30′18″ s. š., 18°40′40″ v. d. |
| 477  |                        | PP  | Vojtovský prameň       | 0,0013       |                                                                           |                                                                    |                                  |
| 485  |                        | PP  | Vychylovské prahy      | 0,3829       |                                                                           |                                                                    |                                  |
| 486  |                        | PP  | Vychylovské skálie     | 26,7200      |                                                                           |                                                                    |                                  |
| 488  |                        | PR  | Zajačkova lúka         | 3,9848       |                                                                           |                                                                    |                                  |